# Museo etnografico sardo
Il Museo della vita e delle tradizioni popolari sarde si trova in via A. Mereu 56 a Nuoro.
Il museo, che sorge sul colle di Sant'Onofrio, raccoglie abiti ed oggetti tipici della vita e dell'artigianato sardo.

## Storia
Il complesso di edifici che ospita il museo è stato costruito tra il 1950 e il 1960 su disegno dell'architetto Antonio Simon Mossa ed era denominato  Museo del costume e delle arti popolari.
Cambiò la sua denominazione nel 1972, con la creazione dell'Istituto superiore regionale etnografico (ISRE), di cui divenne proprietà.
Venne aperto al pubblico nel 1976; dal 2004 il museo è stato riqualificato e ampliato. È stato rinominato Museo etnografico sardo.
La sede del museo, costituito da vari edifici separati da cortili, costituisce una sorta di villaggio sardo immaginario in cui sono rappresentate tutte le tipologie di architettura della Sardegna: una piazza con la chiesa, un'abitazione campidanese, ecc.

## Descrizione

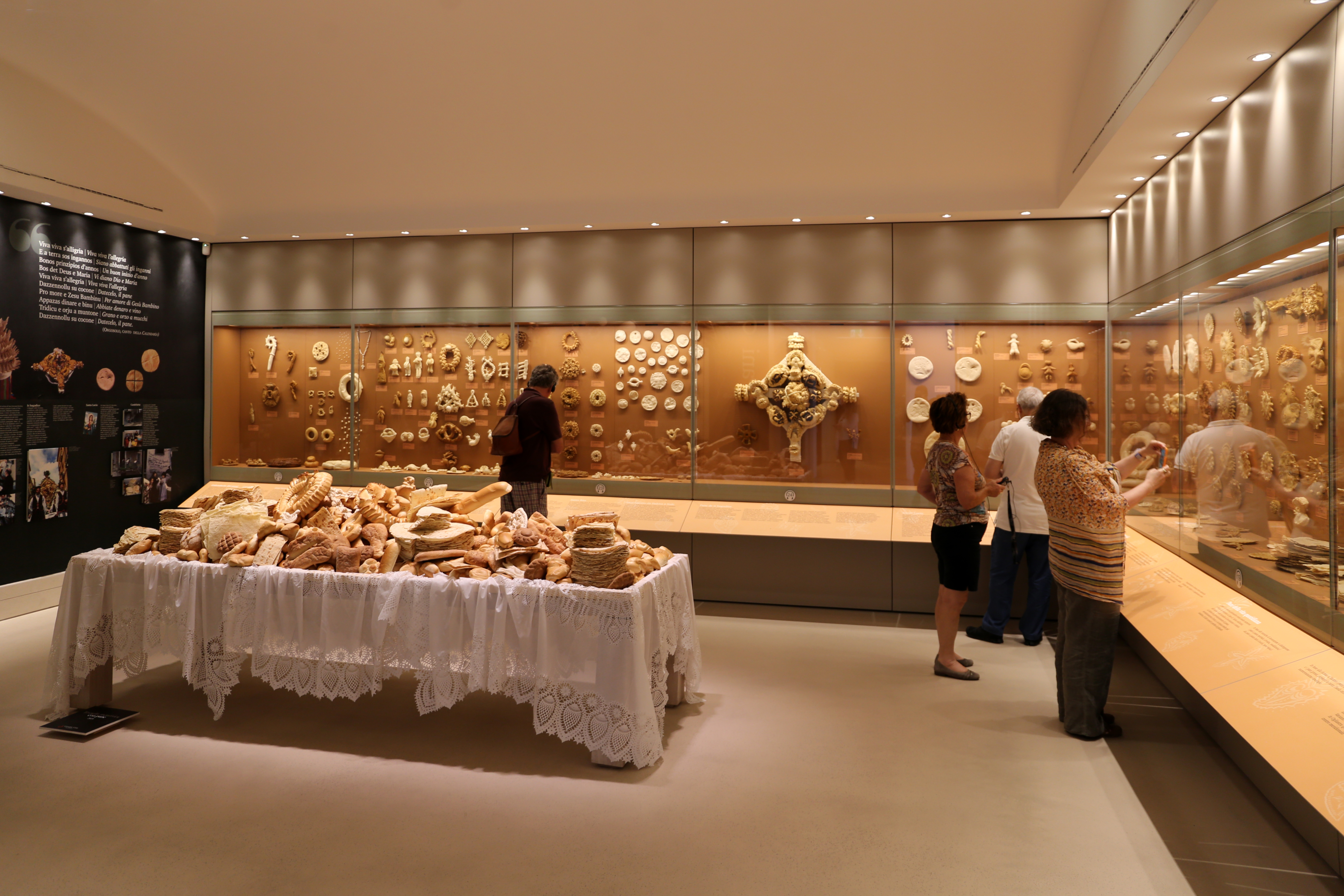
La sala del pane tradizionale

Il Museo custodisce circa 8.000 reperti, risalenti in gran parte al periodo compreso tra la fine del XIX e il primo cinquantennio del XX secolo.
Vi sono esposti abiti tradizionali di diversi paesi della Sardegna, tappeti, copricassapanche, coperte tessute a telaio, gioielli e oreficeria tradizionale, amuleti, sedie, cestini, maschere del carnevale, strumenti della musica popolare, utensili domestici e di lavoro.
Un settore è dedicato alla produzione del pane, con le centinaia di diverse tipologie legate agli usi e alle antiche tradizioni locali.